# Phare de Concord Point

Le phare de Concord Point (en anglais : Concord Point Light) est un phare situé à Havre de Grace sur le point où le fleuve Susquehanna se jette en baie de Chesapeake dans le Comté de Harford, dans le Maryland. C'est le phare le plus au nord de la baie de Chesapeake et le deuxième plus ancien.
Il est inscrit au Registre national des lieux historiques depuis le 2 avril 1976 sous le n° 76000999 .

## Historique
Il fut construit en 1827 par John Donahoo (en), qui a construit de nombreux phares dans le Maryland. Le phare est construit en granit de Port Deposit. Les murs ont une épaisseur de 0,79 m à la base et une largeur de  0,46 m au parapet. John Donahoo a également construit la maison du gardien de l'autre côté de la rue.
La lanterne était initialement éclairée par 9 lampes à huile de baleine avec des réflecteurs en étain de 16 pouces (410 mm). En 1854, une lentille de Fresnel de sixième ordre fut installée. Cela a ensuite été mis à niveau vers une lentille de Fresnel de cinquième ordre. Le phare a été automatisé en 1920.
Le phare a été mis hors service par la Garde côtière en 1975 et peu de temps après, l'objectif a été volé. D'importants travaux de restauration ont débuté en 1979 et la maison du gardien a depuis été restaurée et est ouverte au public en tant que musée. La salle de la lanterne de la tour est maintenant dotée d'une nouvelle lentille de Fresnel de cinquième ordre, prêtée par la garde côtière et installée en 1983. Le phare, depuis cette date, est inscrite sur la liste des aides à la navigation privées .

## Description
Le phare  est une tour cylindrique en granit de 10 m de haut, avec galerie et lanterne. Le phare est peint en blanc et une lanterne est noire. Il émet, à une hauteur focale de 11,5 m, une lumière blanche continue. Sa portée n'est pas connue.
Identifiant : ARLHS : USA-186 .

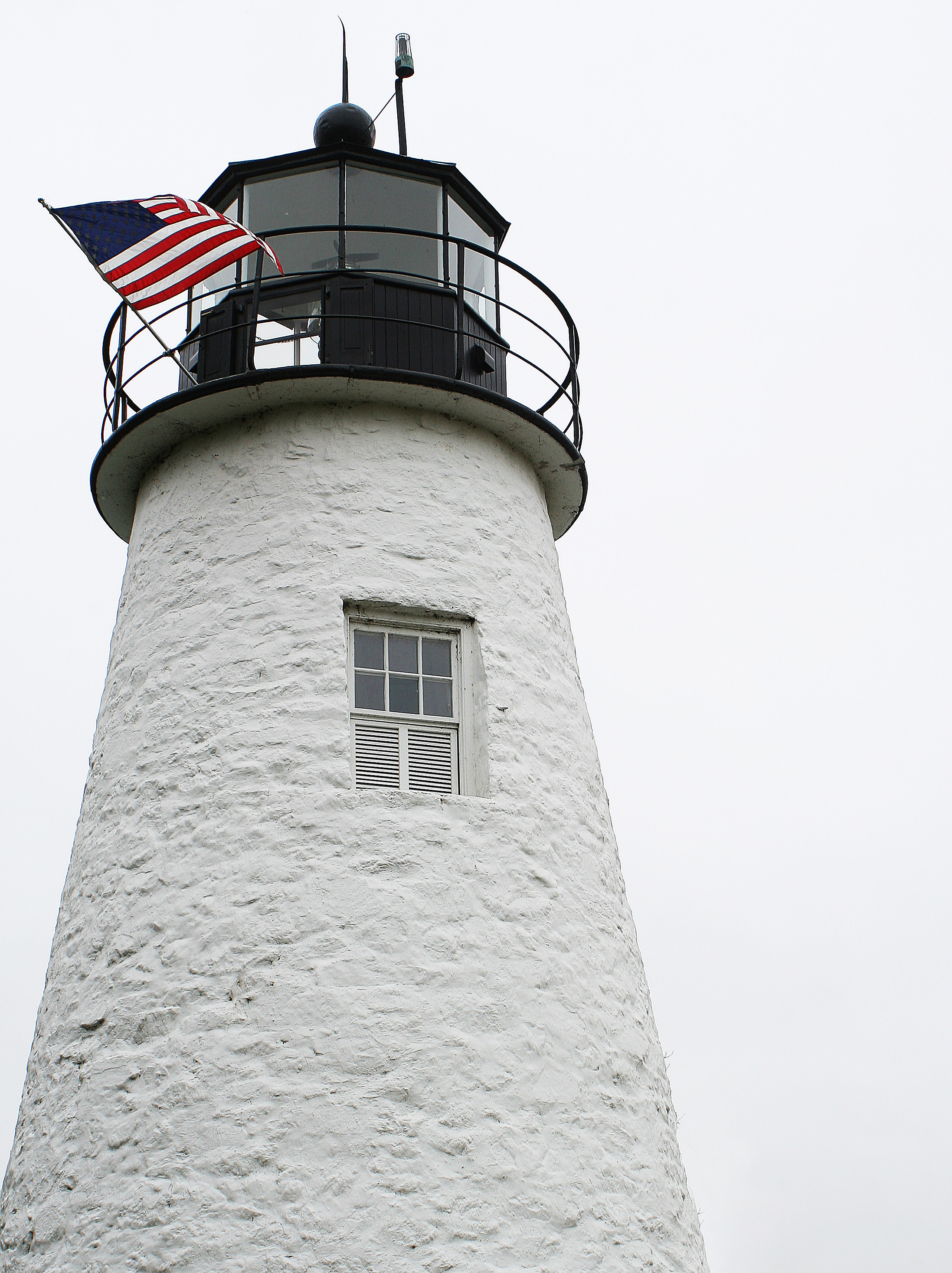
Le phare
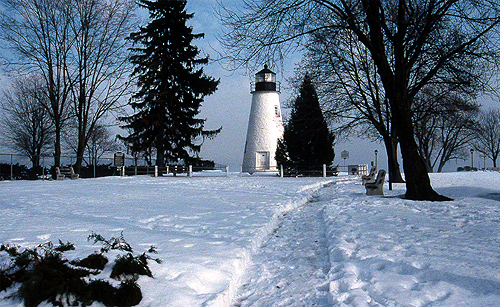
Concord Point

### Lien connexe
- Liste des phares du Maryland